# Bill Graham (Konzertveranstalter)

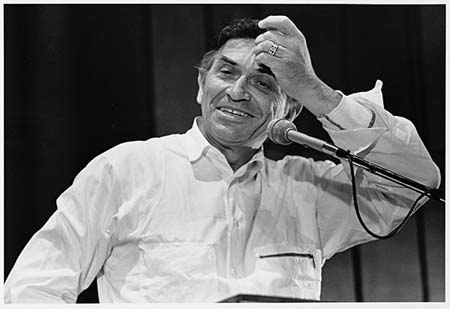
Bill Graham (um 1990)

William „Bill“ Graham (eigentlich Wolfgang Wolodja Grajonca, genannt „Wolf“; * 8. Januar 1931 in Berlin; † 25. Oktober 1991 bei Vallejo, Kalifornien) war ein deutsch-amerikanischer Konzertveranstalter und Promoter. Graham war seit den 1960er Jahren ein einflussreicher Impresario. So führte er während des Summer of Love das legendäre Fillmore und den Winterland Ballroom in San Francisco.

## Leben

### Berlin (1931–1939)
Wolfgang Grajonca war der einzige Sohn einer jüdischen Familie, die in den 1920ern aus Russland nach Deutschland emigrierte. Nach seinen Schwestern Rita Rosen (* 1920), Evelyn Udry (* 1924), Sonja Szobel (* 1925), Ester Chichinsky (* 1926) und Tanja „Tolla“ (* 1928, † 1940) war er das jüngste Kind von Frieda Sass und Jacob „Yankel“ Grajonca. Der Vater starb zwei Tage nach Wolfgangs Geburt an einer Blutvergiftung. Die Familie wohnte zuerst in der Lindenstraße in Kreuzberg, dann Alte Jakobstraße 8 und besuchte die dortige Synagoge. Nach der „Kristallnacht“ von 1938 musste Ester Grajonca von der staatlichen Schule auf die Jüdische Mädchenschule in der Auguststraße wechseln. Die 18-jährige Schwester Rita emigrierte mit ihrem damaligen Lebenspartner Freddie nach Shanghai, die zweitälteste Schwester Evelyn floh mit ihrem jüdisch-ungarischen Lebensgefährten Juri Teichner versteckt in einem Schweinetransport nach Budapest und arbeitete dort unter dem Bühnennamen Evelyn Barnett als Tänzerin.
Die Mutter konnte „Wolf“ und seine jüngste Schwester „Tolla“ im Baruch Aucherbach'sches Waisenhaus in der Schönhauser Allee unterbringen. Wolf, Tolla und weitere jüdische Kinder wurden 1939 im Austausch gegen christliche Waisenkinder nach Frankreich geschickt, ins Château de Chaumont (La Serre-Bussière-Vieille) südwestlich von Paris, in dem das Œuvre de secours aux enfants (OSE) ein Kinderheim unterhielt. Die Schwestern Sonja und Ester blieben anfangs bei der Mutter, die jedoch bald verhaftet wurde und auf dem Weg ins KZ Auschwitz umkam. Ester überlebte den Holocaust im Versteck in Berlin und Spandau.

### Kindheit auf der Flucht
Nach der Besetzung Frankreichs durch die Wehrmacht wurde Wolfgang gemeinsam mit seiner Schwester „Tolla“ und anderen jüdischen Jugendlichen aus dem Land und in Sicherheit gebracht. Die Flucht, die die meisten nicht überlebten, darunter auch „Tolla“, die an Pneumonie litt und in Lyon zurückgelassen werden musste, führte die Kinder über Lyon, Marseille, Toulouse, Barcelona, Madrid, Lissabon und mit dem Kombischiff Serpa Pinto nach Casablanca, Dakar (Senegal), die Bermudas und schließlich nach New York. Wolfgang war eines der One Thousand Children (OTC-Kinder), denen durch die Zusammenarbeit zwischen der OSE und der US-amerikanischen jüdischen Hilfsorganisation German Jewish Children’s Aid (GJCA) die Flucht aus dem besetzten Frankreich ermöglicht wurde.
Wolfgang traf am 24. September 1941 in New York ein und wurde dort von der Hebrew Sheltering Guardian Society im Waisenhaus von Pleasantville untergebracht. Am 12. November 1941 wurde Wolfgang von seinem Großonkel Alfred Ehrenreich und dessen Ehefrau Pearl adoptiert. Von da an wohnte er in der Montgomery Avenue 1635 in der Bronx.

### Karriere und Wirken als Promoter

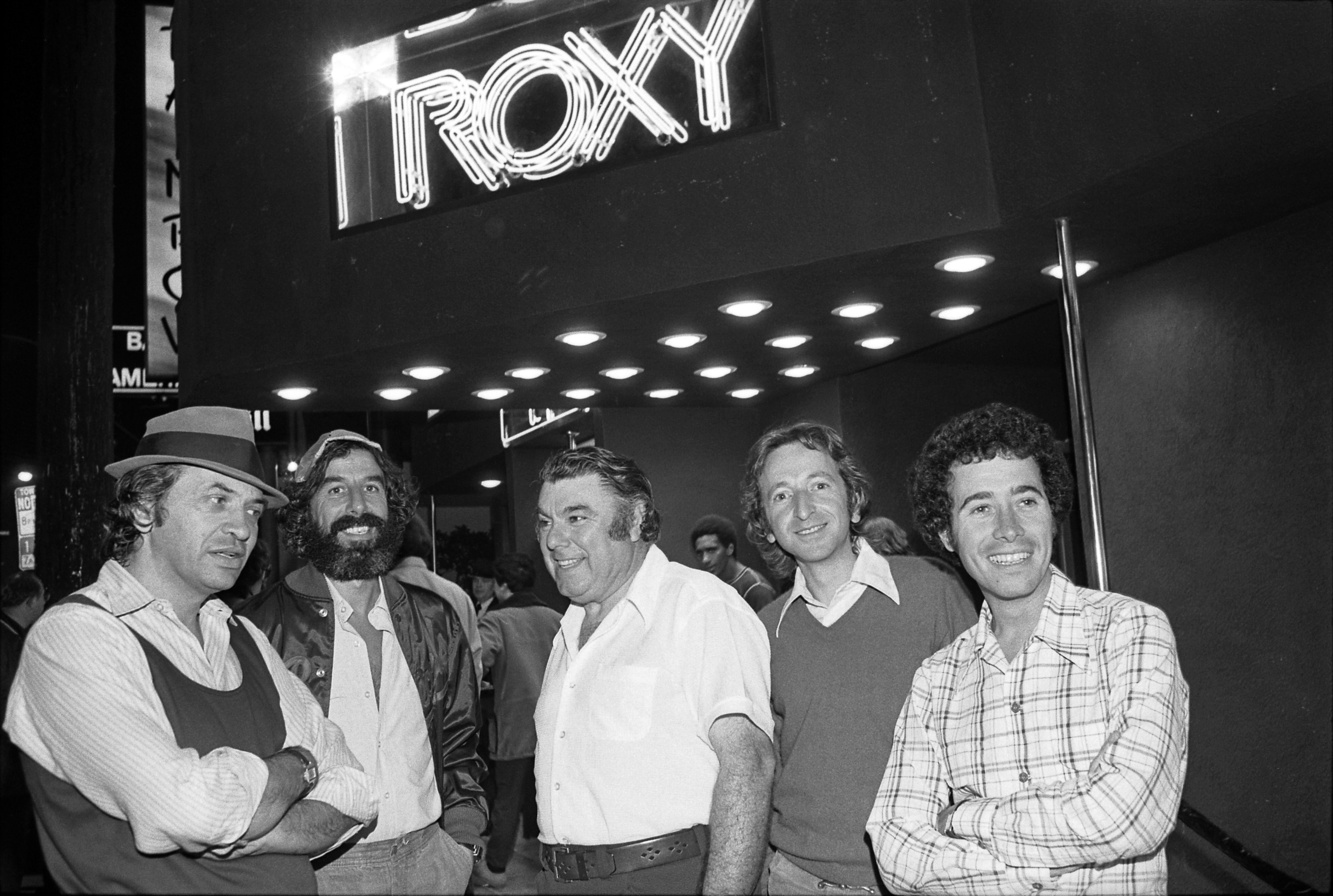
Von links: Bill Graham, Lou Adler, Chuck Landis, Elliot Roberts und David Geffen im Roxy (Los Angeles, 1973)

Anfangs arbeitete er u. a. als Taxifahrer in New York, durchquerte immer wieder als Anhalter die USA und wurde ein begeisterter Jazzfan. Er diente in der US-Armee in Korea und wurde in den frühen 1960er Jahren der Manager der San Francisco Mime Troupe, einer exzentrischen Theatertruppe.
Ab 1966 betrieb er das Fillmore Auditorium, den Winterland Ballroom und später das Fillmore West in San Francisco sowie das Fillmore East in New York. Dort trat über Jahre hinweg die Elite der amerikanischen Rock-Szene auf – von den Allman Brothers (At Fillmore East, 1971) bis zu Frank Zappa. Das Fillmore East galt wegen des hochkarätigen Programms als „The Church of Rock and Roll“.
Ende der 1960er Jahre war Bill Graham der einflussreichste Rockkonzert-Promoter der USA – „derjenige“, so Woodstock-Organisator Michael Lang, „der das Konzertveranstaltungsbusiness überhaupt erst erfunden hat“.
Das Rockfestival Day on the Green veranstaltete er zwischen 1973 und 1992 in Kalifornien. Zu seinen bekanntesten Veranstaltungen gehörten The Last Waltz, das Abschiedskonzert von The Band, das am 25. November 1976 im Winterland stattfand, und der amerikanische Zweig des Wohltätigkeitskonzerts Live Aid 1985.
Daneben vermarktete er psychedelische Poster von Zeichnern wie Wes Wilson und Rick Griffin.
Gelegentlich trat Graham als Schauspieler in Erscheinung, so im Film Apocalypse Now von Francis Ford Coppola.

### Tod

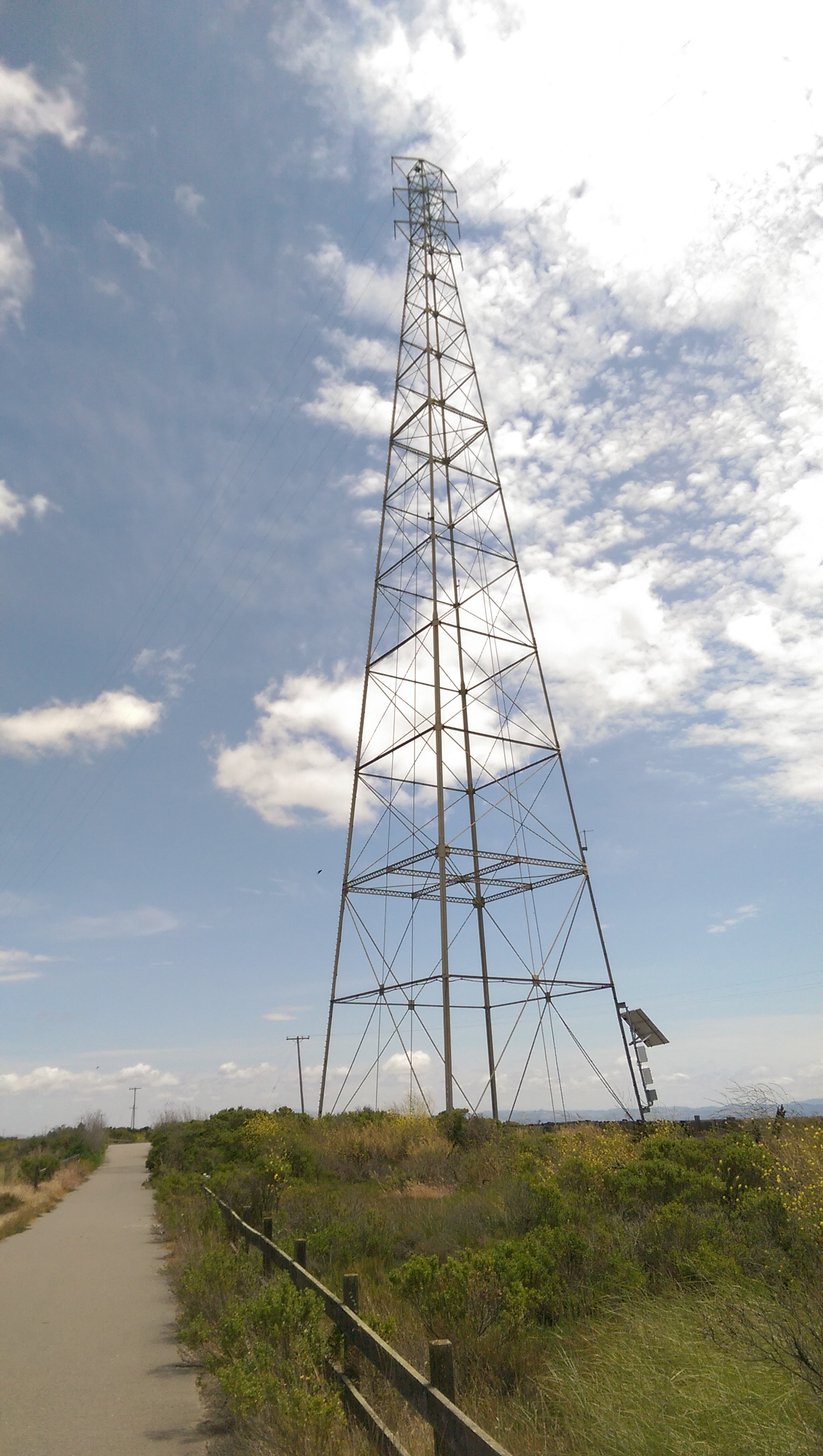
Der wiedererrichtete Hochspannungsmast bei Vallejo

Bill Graham starb 1991 bei einem Hubschrauberabsturz zusammen mit seiner Freundin Melissa Gold, Mutter von Ethan und Ari Gold, sowie dem Piloten Steve Kahn nach der Rückkehr von einem „Huey Lewis & the News“-Konzert in Grahams Shoreline-Amphitheater in Concord (Kalifornien). Während eines Unwetters kollidierte der Hubschrauber mit einem Hochspannungsmast am Highway 37 in der Nähe von Vallejo in Kalifornien und stürzte ab. Alle drei Hubschrauberpassagiere waren sofort tot.
Bill Graham hinterließ seine geschiedene Ehefrau Bonnie McLean, die beiden Söhne David und Alex Graham sowie seine drei Schwestern Rita Rosen, Esther Chichinsky und Sonja Szobl.
Ari Gold verarbeitete den Hubschrauberunfall und vor allem den Tod seiner Mutter im Jahr 2000 in seinem Kurzfilm Helicopter.

## Ehrungen und Auszeichnungen
Noch zu Lebzeiten wurde er von MTV bei den MTV Video Music Awards 1986 mit dem Special Recognition Award ausgezeichnet.
Zu Ehren von Bill Graham wurde am 3. November 1991, eine Woche nach seinem Unfalltod, im Golden Gate Park unter dem Motto „Laughter, Love, and Music“ ein Gedenkkonzert veranstaltet. Im Lauf des achtstündigen Konzerts spielten u. a. Joe Satriani, Carlos Santana, Crosby, Stills, Nash & Young sowie John Fogerty mit den Grateful Dead. Joan Baez und Kris Kristofferson beendeten den Abend mit dem Singen von Amazing Grace.
Im Jahr 1992 wurde er posthum in die Rock and Roll Hall of Fame in der Kategorie Nonperformers aufgenommen. Die Begründung lautete: „Bill Graham veränderte dauerhaft, wie Rock'n'Roll auf die Bühne gebracht wird. Sein scharfer Geschäfts- und Organisationssinn trug Mitte bis Ende der Sechzigerjahre wesentlich zum Aufblühen der anarchistischen Szene in San Francisco bei.“
Im selben Jahr wurde das San Francisco Civic Auditorium, eine Mehrzweckarena aus dem Jahr 1915, in Bill Graham Civic Auditorium umbenannt.

## Filmografie (Auswahl)

### Schauspieler
- 1962: The American Way (Kurzfilm)
- 1964: Muscle Beach Party
- 1971/72: Fillmore: The Last Days
- 1976: A Star Is Born
- 1979: Apocalypse Now
- 1984: Cotton Club
- 1987: Der steinerne Garten (Gardens of Stone)
- 1991: The Doors
- 1991: Bugsy

### Produzent
- 1991: The Doors

### Nachrufe
- Gestorben: Bill Graham. In: Der Spiegel vom 4. November 1991.
- Bill Graham, Rock Impresario, Dies at 60 in Crash. In: The New York Times vom 27. Oktober 1991. (englisch)

## Einzelbelege
1. ↑  Cornelius Dieckmann: Impresario Bill Graham: Die Ekstase brauchte einen Organisator, auf FAZ.net vom 2. Januar 2021.
2. ↑  Familienfoto von 1936/37 auf FamilySearch.
3. ↑  Cornelius Dieckmann: Impresario Bill Graham: Die Ekstase brauchte einen Organisator, auf FAZ.net vom 2. Januar 2021.
4. ↑  Bill Graham Presents: My Life Inside Rock And Out, Chapter 1: From War to War.
5. ↑  YIVO Institute for Jewish Research: One Thousand Children. Die ehemalige One Thousand Children Inc. hat die Geschichte der GJCA und das Schicksal der durch sie geretteten Kinder erforscht.
6. ↑  Center for Jewish History: Hebrew Sheltering Guardian Society. Die 1879 gegründete Hebrew Sheltering Guardian Society fusionierte 1940 mit der Jewish Child Care Association von New York.
7. ↑  New Life, New Family – Bill Graham in New York auf FamilySearch.
8. ↑  Tim Cahill: Bill Graham Drives His Chevy to the Levee. In: Rolling Stone vom 27. April 1972.
9. ↑  Vor 25 Jahren gestorben. Bill Graham – der große Impresario der amerikanischen Rockszene Deutschlandfunk 25. Oktober 2016
10. ↑  Michael Lang: Woodstock. Hamburg 2019, S. 109
11. ↑  Melissa Gold, 47, Aide For California Causes (Nachruf) . In: The New York Times vom 28. Oktober 1991.
12. ↑  Bill Graham, Rock Impresario, Dies at 60 in Crash (Nachruf) In: The New York Times vom 27. Oktober 1991.
13. ↑  Crosby, Stills, Nash & Young – Wooden Ships – 11/3/1991 – Golden Gate Park
14. ↑  Robert Greenfield: Bill Graham presents. Ein Leben zwischen Rock & Roll, Chapter 24 Last Words.
15. ↑  Wayne Glausser: LSD-Lexikon. Kulturgeschichte von A bis Z, Solothurn 2018, S. 105.

| Personendaten    | Personendaten                                       |
| ---------------- | --------------------------------------------------- |
| NAME             | Graham, Bill                                        |
| ALTERNATIVNAMEN  | Grajonca, Wolodja (Geburtsname); Grajonca, Wolfgang |
| KURZBESCHREIBUNG | deutsch-amerikanischer Konzertveranstalter          |
| GEBURTSDATUM     | 8. Januar 1931                                      |
| GEBURTSORT       | Berlin, Deutsches Reich                             |
| STERBEDATUM      | 25. Oktober 1991                                    |
| STERBEORT        | bei Vallejo, Kalifornien, Vereinigte Staaten        |